# Bobby Bragan
Robert Randall Bragan (* 30. Oktober 1917 in Birmingham, Alabama; † 21. Januar 2010 in Fort Worth, Texas) war ein US-amerikanischer Shortstop, Catcher, Baseball-Manager und Coach im Major League Baseball. Außerdem war er eine einflussreiche Führungsperson im Minor League Baseball. Er wurde in Birmingham (Alabama) geboren.
Am 16. August 2005 kehrte Bragan aus dem Ruhestand zurück, um die Fort Worth Cats für ein Spiel zu managen. Damit war er mit einem Alter von 87 Jahren, neun Monaten und 16 Tagen der älteste Manager im Profi-Baseball in der Geschichte (er schlug den Rekord von Connie Mack um eine Woche). Er war bekannt für seinen Pioniergeist, seinen Sinn für Humor und für sein Talent, die Umpires zu provozieren. Bragan wurde im dritten Inning seines Comebacks rausgeworfen und wurde dadurch die älteste Person, die in einem Profi-Baseballspiel einen Platzverweis erhielt.
Bragan starb am 21. Januar 2010 an einem Herzinfarkt in seinem Haus in Fort Worth.